# Jared Sembritzki

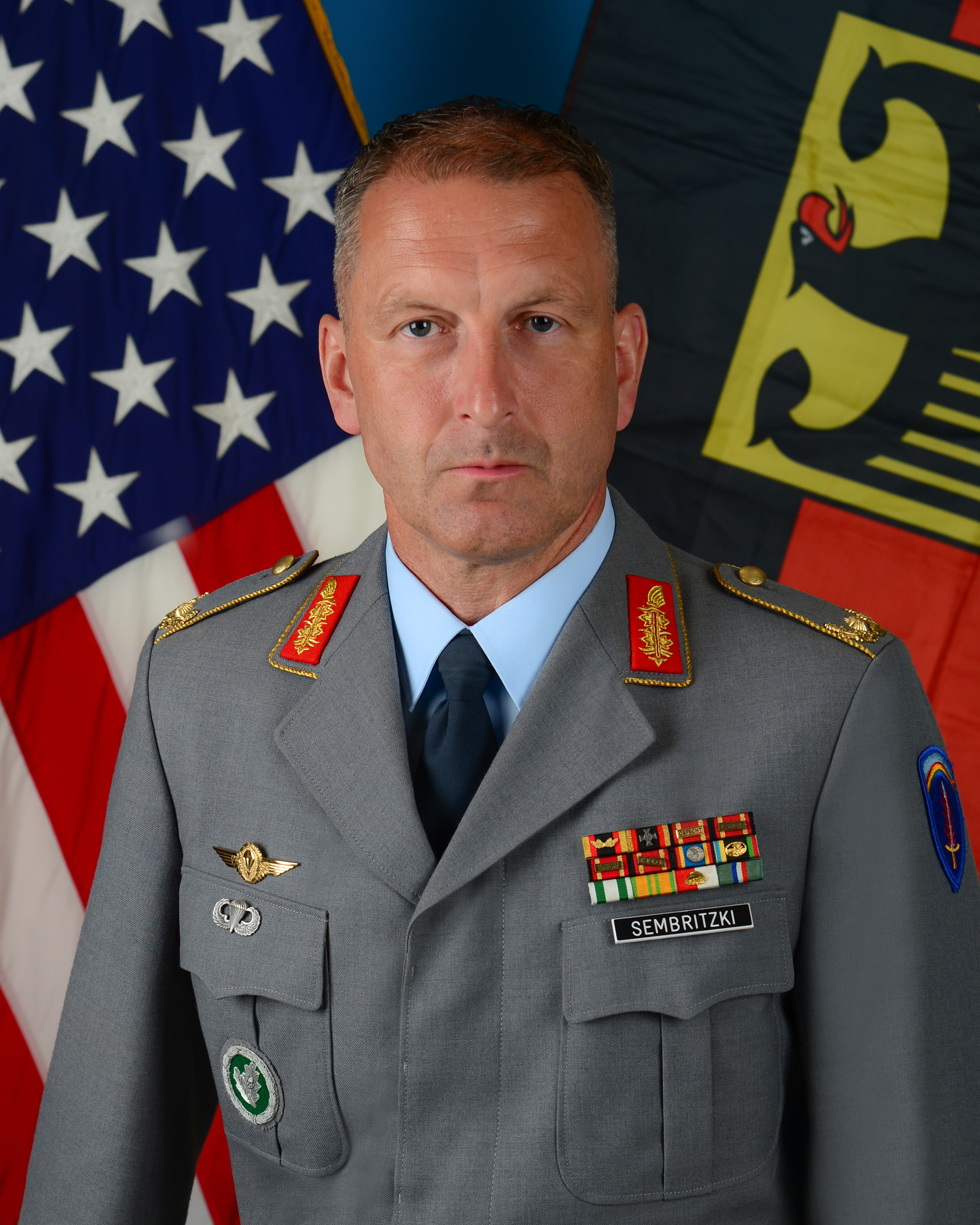
Sembritzki als Stabschef der U.S. Army Europe

Jared Stefan Sembritzki (* 5. April 1969 in West-Berlin) ist ein Generalmajor des Heeres der Bundeswehr und seit August 2025 Kommandeur der Division Schnelle Kräfte in Stadtallendorf. Er ist der erste Stabsoffizier, der mit dem Ehrenkreuz der Bundeswehr für Tapferkeit ausgezeichnet wurde.

## Militärische Laufbahn

### Ausbildung und erste Verwendungen
Beförderungen
- 1993 Leutnant
- 1995 Oberleutnant
- 1999 Hauptmann
- 2003 Major
- 2006 Oberstleutnant
- 2013 Oberst
- 2018 Brigadegeneral
- 2025 Generalmajor

Sembritzki trat 1990 als Offizieranwärter in die Bundeswehr ein und durchlief die Regelausbildung zum Offizier der Jägertruppe. Nach einer ersten Verwendung als Zugführer beim Jägerbataillon 572 (Schneeberg) wurde er 1993 zum Leutnant befördert und zum Studium der Staats- und Sozialwissenschaften an die Universität der Bundeswehr München versetzt. 1994 wechselte er zum Studienfach Sportwissenschaft, das er 1997 als Diplom-Sportwissenschaftler abschloss. Nach zwei weiteren Jahren als Zugführer übernahm Sembritzki einen Dienstposten als Hörsaalleiter an der Heeresunteroffizierschule II in Weiden in der Oberpfalz.
Es folgten ab 2000 eine Verwendung als Kompaniechef im Gebirgsjägerbataillon 571, im Rahmen derer er von 2001 bis 2002 als Kompaniechef der 3. Kompanie Einsatzverband 2 am KFOR-Einsatz teilnahm.

### Dienst als Stabsoffizier
Ab 2003 nahm Sembritzki am 46. Generalstabslehrgang an der Führungsakademie der Bundeswehr in Hamburg teil. Dort erfolgte die Beförderung zum Major und anschließend 2005 die Versetzung in den Stab des Kommando Spezialkräfte als G3-Stabsoffizier. 2006 wurde Sembritzki zum Oberstleutnant befördert und ging als Referent in die Stabsabteilung Fü S III 1 (Aufgabenbereich: Militärpolitische Grundlagen und bilaterale Beziehungen) des BMVg. Von Oktober 2009 bis Oktober 2011 war Sembritzki Kommandeur des Gebirgsjägerbataillons 231.
Von November 2011 bis Juni 2014 war er Adjutant des Generalinspekteurs der Bundeswehr, General Volker Wieker. Von Juni 2014 bis Juni 2015 war er am National War College in Washington D.C. (USA). Dort erwarb er den Abschluss als M.A. (Magister Artium) in National Security Strategy. Von Juni 2015 bis April 2017 war er, als Nachfolger von Oberst Robert Sieger, Chef des Stabes bei der 10. Panzerdivision. Es folgte eine kurze Verwendung als Referatsleiter SE II 1 Militärpolitik und Einsatz Region Asien/Ozeanien im Bundesministerium der Verteidigung.

### Dienst als General
Am 1. Juni 2017 übernahm Jared Sembritzki von Brigadegeneral Alexander Sollfrank das Kommando über die Gebirgsjägerbrigade 23. Am 29. Juni 2018 erfolgte die Beförderung zum Brigadegeneral durch die Bundesministerin der Verteidigung. Während seiner Zeit als Brigadekommandeur legte Sembritzki großen Wert darauf, die Einsatzfähigkeit seiner Brigade im Hinblick auf die Landes- und Bündnisverteidigung zu steigern. Auf seine Initiative hin wurde deshalb im Jahr 2018 zum ersten Mal seit Jahrzehnten wieder eine freilaufende Brigadeübung durchgeführt. In dieser Übungsreihe „Berglöwe“, die seitdem einmal jährlich stattfindet, treten zwei verstärkte Gefechtsverbände unter Leitung der Brigade gegeneinander an. Ziel der Übung ist es, unter den herausfordernden Bedingungen des Gebirges, das hochintensive Gefecht gegen einen gleichwertigen Gegner zu üben. Nach knapp drei Jahren im Amt übergab Sembritzki am 23. April 2020 das Kommando der Gebirgsjägerbrigade 23 an den damaligen Oberst Maik Keller und wurde Nachfolger von Brigadegeneral Hartmut Renk als Chef des Stabes U.S. Army Europe. Im Januar 2023 wurde er Abteilungsleiter Einsatz im Kommando Heer in Strausberg. Im März 2025 löste er Peter Mirow als Chef des Stabes des Kommandos Heer ab. Auf diesem Dienstposten erhielt er im Mai 2025 die Beförderung zum Generalmajor. Bereits vier Monate später, im Juli 2025, wurde er Kommandeur der Division Schnelle Kräfte in Stadtallendorf.

### Auslandseinsätze
- 2001 bis 2002 Kompaniechef 3./Task Force ZUR KFOR, Kosovo
- 2006 Leiter Operations Center und stellvertretender Kommandeur Einsatzgruppe Spezialkräfte ISAF, Afghanistan
- 2010 Kommandeur Quick Reaction Force 5 ISAF. Afghanistan
- 2015 bis 2016 Chef des Stabes TAAC North, Resolute Support Mission, Afghanistan[11]

### Orden und Ehrenzeichen
Am 6. September 2011 wurde Sembritzki durch den Bundesverteidigungsminister Thomas de Maizière als erster Stabsoffizier mit dem Ehrenkreuz der Bundeswehr für Tapferkeit ausgezeichnet, der höchsten militärischen Auszeichnung der Bundesrepublik Deutschland. Er wurde für Mut, Führungskönnen, Entschlusskraft und selbstlosen Einsatz geehrt, die er während eines schweren Gefechts um einen vorgeschobenen Sicherungsvorposten bei Shahabuddin, Afghanistan zeigte. Sembritzki war dort im Rahmen des ISAF-Einsatzes als Kommandeur der QRF 5 eingesetzt und trug durch sein Verhalten maßgeblich dazu bei, den umkämpften Außenposten zu verteidigen.
- 2002 Einsatzmedaille der Bundeswehr KFOR/NATO-Medaille KFOR
- 2002 Einsatzmedaille Fluthilfe
- 2002 Sächsischer Fluthelferorden
- 2004 Viertagekreuz Nijmegenmarsch
- 2006 Einsatzmedaille der Bundeswehr ISAF/NATO-Medaille ISAF
- 2007 Ehrenkreuz der Bundeswehr in Silber
- 2011 Einsatzmedaille Gefecht
- 2011 Ehrenkreuz der Bundeswehr für Tapferkeit
- 2016 Einsatzmedaille der Bundeswehr Resolute Support
- 2020 Ehrenkreuz der Bundeswehr in Gold
- unbekannt Fallschirmspringerabzeichen in Gold

## Privates
Sembritzki ist verheiratet und hat ein Kind aus einer vorherigen Ehe.